# 楠鍊介殼蟲
楠鍊介殼蟲（学名：Asterolecanium machili）为鏈介殼蟲科鍊介殼蟲屬下的一个种。